# Karel Havlíček Borovský

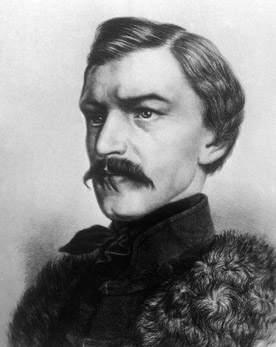
Karel Havlíček Borovský

Borovsky-Denkmal in Duchcov (Dux)

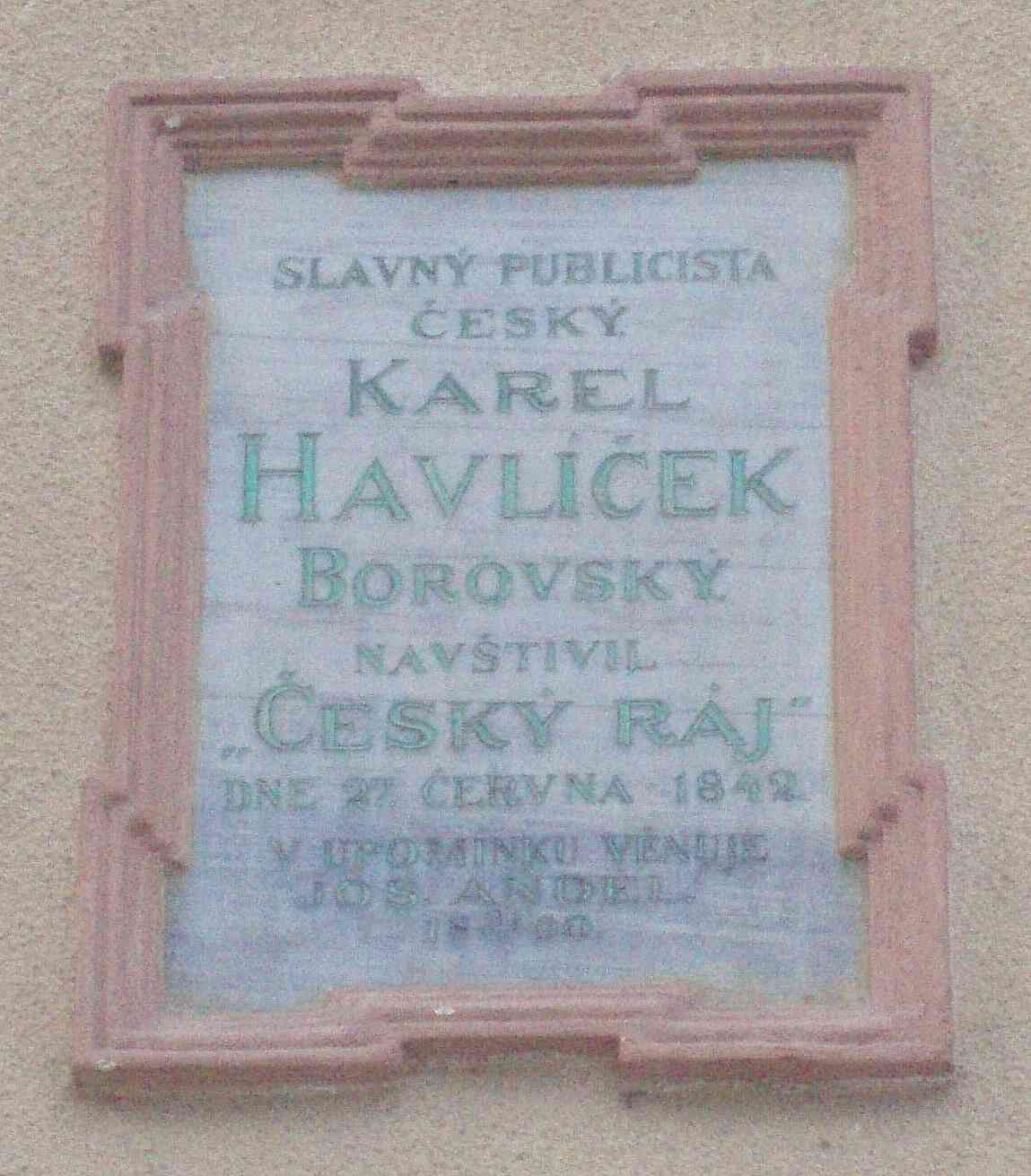
Gedenktafel in Sedmihorky

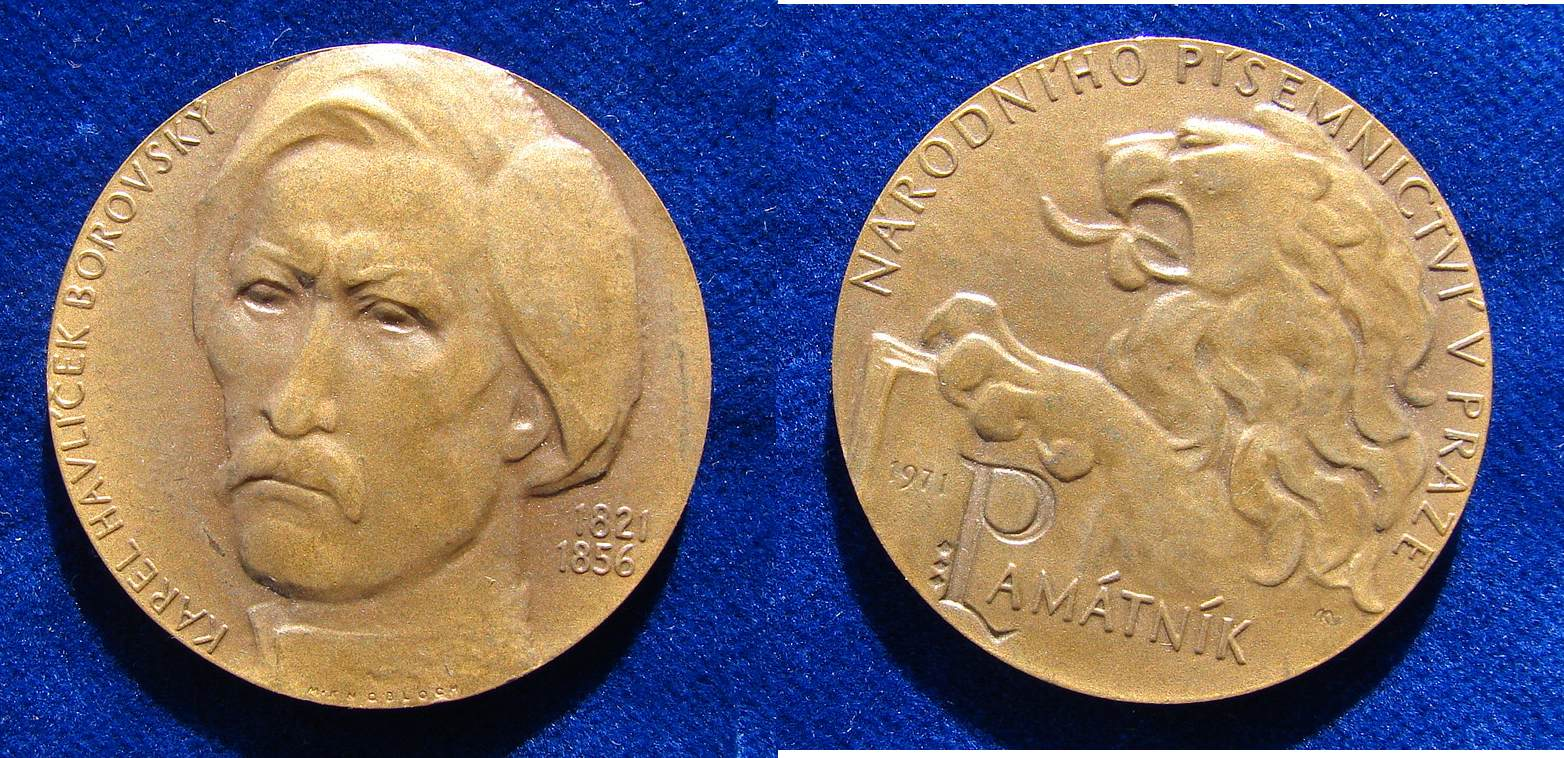
Medaille von 1971 zum 150. Geburtstag

Karel Havlíček Borovský (auch Havel, Geburtsname Karel Havlíček) (* 31. Oktober 1821 in Borová; † 29. Juli 1856 Prag) war ein tschechischer Dichter, Prosaist, Literaturkritiker, Übersetzer, Politiker und Journalist. Den Nachnamen gab er sich nach seinem Geburtsort Borová, heute Havlíčkova Borová.

## Leben
Karel Havlíček wird oft als Begründer des böhmischen Journalismus und der böhmischen Satire angesehen. Literarisch ist er dem Realismus zuzuordnen, politisch gehörte er zu der sogenannten Zweiten Generation der Tschechischen Nationalbewegung.
Ab 1832 besuchte Havlíček das Gymnasium in Deutschbrod (heute Havlíčkův Brod), ab 1838 studierte er Philosophie in Prag, trat danach in das erzbischöfliche Priesterseminar ein, aus dem er 1841 jedoch ausgeschlossen wurde. 1842 weilte er zur Erholung im neu gegründeten Kurort Bad Wartenberg in Nordböhmen und prägte dort den Begriff Český ráj (Böhmisches Paradies).
Als Erster in Böhmen trat Havlíček der damals beginnenden Russophile (vgl. Slawophile) der ersten Generation bei und entschied sich, den Stand und Verwandtschaft der Slawen zu erkunden. 1843 ging er daher nach Moskau und wurde dort Erzieher in einem Adelshaus. 1844 kehrte er zurück mit der Überzeugung, dass die slawische Verwandtschaft unmöglich sei. 1846 wurde er Redakteur der Pražské noviny (Prager Zeitung) und Česká Včela (Tschechische Biene). 1848 verließ er die Prager Zeitung und gründete eine eigene Tageszeitung Národní noviny (Nationalzeitung), die sehr populär wurde. Am Prager Pfingstaufstand nahm er 1848 teil und war in der Folge einige Tage in Haft. Ein sehr mildes Urteil im Vergleich mit anderen Teilnehmern wie etwa Karel Sabina oder Wenzel Karl Ernst, die zu mehrjährigen Haftstrafen verurteilt wurden.
Für eine Gruppe sollte es in der von Havlíček angestrebten tschechischen Nation keinen Platz geben: für die Juden. Havlíček bestritt, dass „die heutigen bereits verdorbenen Nachkommen patriotischer Hebräer“ (wie er sie sah) loyal zur tschechischen Nation stehen könnten:

„Eher könnten wir Deutsche, Franzosen, Spanier, Engländer usw. zur tschechischen Nation rechnen als Juden. … Deshalb muss derjenige, der Tscheche sein will, aufhören, Jude zu sein.“

Havlíček beteiligte sich an der Organisation des Gesamtslawischen Treffens, besuchte Polen und Kroatien und überzeugte dort Schriftsteller von der Notwendigkeit des Treffens. 1848 wurde er als Abgeordneter in das Wiener Reichsparlament und in den böhmischen Nationalausschuss gewählt. Im Nationalausschuss in Prag agierte er sehr aktiv, während er in Wien eher als Journalist denn als Volksvertreter wirkte.
Havlíček trat radikal gegenüber der Regierung auf, woraufhin im Juni die Nationalzeitung verboten wurde. Das Verbot wurde erst zurückgezogen, als er seine Mäßigung versprach. Havliček kämpfte mit den Mitteln des legalen Widerstandes weiter, inspiriert durch den Iren Daniel O’Connell. Im Januar 1850 folgte das zweite Verbot, Havliček wurde unter Polizeiaufsicht gestellt, der Aufenthalt in Prag wurde ihm verboten. Er ging nach Kuttenberg und verlegte dort mit bescheidenen Mitteln die Zeitschrift Slovan (Der Slawe). Aber auch diese musste er 1851 einstellen. Allerdings hatte die Zeitschrift Slovan zur Folge, dass die Wiener Regierung als Gegenstück die Wiener Tageszeitung auflegte, in der einige seiner Redakteure mitarbeiteten. Im November 1851 gewann er zwar das gerichtliche Verfahren, wurde aber trotzdem am 16. Dezember 1851 nach Brixen überführt. Diese Tiroler Stadt beschrieb er wie folgt:

„[...] ist Brixen und seine Umgebung aufrichtig und kurz gesagt ein miserables, durch Mißbrauch der Religion verdorbenes Nest voll Dummköpfe und Heuchler, mit wenigen Ausnahmen, von denen ich aber nach einem Aufenthalt von 13 Monaten noch keine kennen gelernt habe. [...] Und Brixen ist in dieser Beziehung nach dem allgemeinen Urteile selbst der Tyroler die schlechteste Gegend!“

Im Tiroler Exil, am Ort seiner Verbannung, verblieb Havliček vier Jahre, ehe er am 6. Mai 1855 wieder heimkehren durfte.
Karel Havlíček verstarb 1856 in Prag an den Folgen der Schwindsucht. Er ist begraben auf dem Olšany-Friedhof in Prag. Die Schriftstellerin Božena Němcová legte vor den Augen der Polizei zu seinen Ehren eine Dornenkrone aufs Grab.

## Ehrungen
Anlässlich seines 50. Todesjahres wurden die auch als Gröbovka bekannten Havlíček-Anlagen im Prager Stadtteil Vinohrady 1906 nach ihm benannt. Außerdem trägt der Asteroid des äußeren Hauptgürtels (2706) Borovský seinen Namen.

## Werke
Er schrieb etwa 78 Epigramme und einige Bücher.
- Epištoly kutnohorské (Epistel aus Kuttenberg)
- Obrazy z Rus (Bilder aus Russland)
- Tyrolské elegie (dt. Tiroler Elegien). Satirische Beschreibung des Exils in Brixen und Kritik der Polizei und des politischen Systems in 9 Elegien. Das Buch erschien erst nach Havlíčeks Tod im Druck.[6]
- Král Lávra (König Lavra) ist eine irische Volkssage von einem König mit Eselsohren. Der Königsfriseur darf das Geheimnis nicht verraten. Er flüstert es aber einer Weide, aus deren Ästen sich jemand eine Pfeife schnitzt und das Geheimnis mit dieser im ganzen Königreich verbreitet.
- Křest svatého Vladimíra (Die Taufe des Heiligen Vladimir) ist das Schicksal des Gottes Perun (slawischer Donnergott). Der Zar befahl Perun, es zu seinem Namenstag donnern zu lassen. Perun verweigerte sich jedoch. Der Zar ließ ihn gefangen nehmen und ertränken.
- Epigramy (Epigramme) sind kurze in Vers gefasste Kompositionen, in deren erstem Teil eine Vorstellung suggeriert wird und deren zweiter Teil mit einer Pointe endet. Es handelt sich meist um Kritik, Parodie oder Satire.

Übersetzungen ins Deutsche
- Tiroler Elegien, Übersetzung von Frederic W. Nielsen. Hrsg.: Georg J. Morava, Der Turmbund – Gesellschaft für Literatur und Kunst, Kleine Reihe, 1982
- Peter Demetz (Hrsg.): Karel Havliček: Polemische Schriften (Übersetzt von Minne Bley, Nachwort von Georg J. Morava), DVA, München / Stuttgart 2001, ISBN 978-3-421-05458-6 (= Tschechische Bibliothek DNB).